# Israel Hernández (trener piłkarski)
Israel Octavio Hernández Pat (ur. 27 czerwca 1976 w mieście Meksyk) – meksykański trener piłkarski.